# The Shadows
The Shadows waren eine britische Instrumental-Rockband, die mit kurzen Unterbrechungen von 1959 bis 2015 über 50 Jahre aktiv war und in den 1960er-Jahren Erfolge hatte.

## Bandgeschichte
1958 wurde die Band in London unter dem Namen The Drifters als Begleitband für Cliff Richard gegründet. Auf Druck der gleichnamigen US-Band benannten sie sich 1959 in The Shadows um. Den Vorschlag hierzu machte Jet Harris bei einer Runde „Ale and Lime“ in der „2i’s Coffee Bar“, nachdem die vier Musiker stets im „Schatten“ von Cliff Richard gestanden hatten.

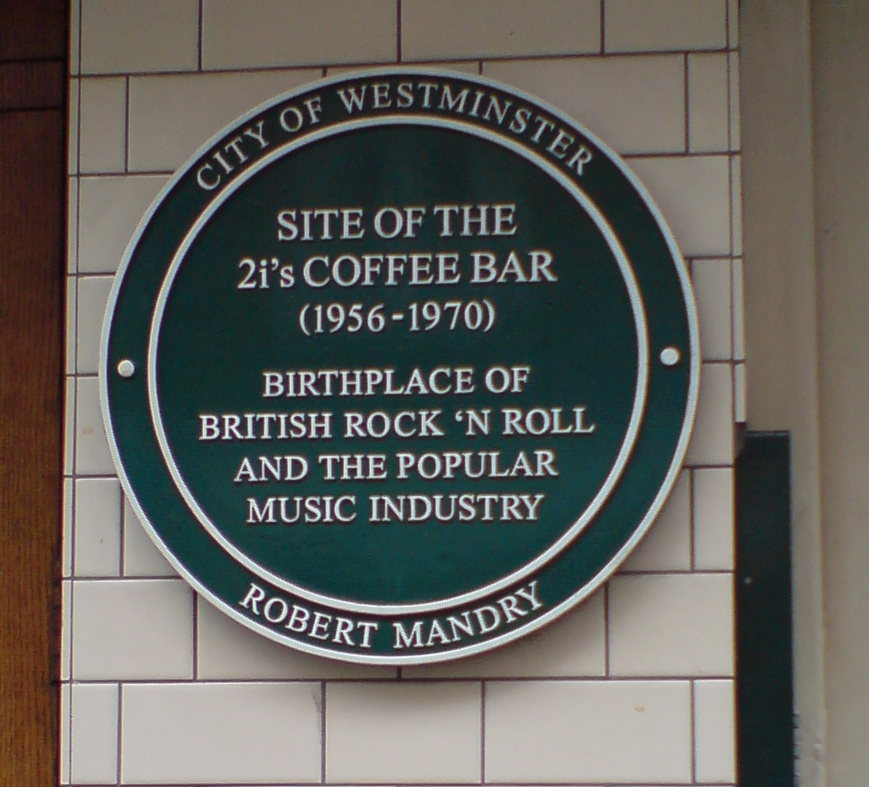
Erinnerungsplakette an die 2i’s Coffee Bar in London, 59 Old Compton Street, Soho

Die ursprünglichen Bandmitglieder waren Hank B. Marvin (Gitarre), Bruce Welch (Gitarre), Jet Harris (Bass) und Tony Meehan (Schlagzeug). Anfang der 1960er machten Harris und Meehan (erfolgreiche Titel: Diamonds und Scarlett O’Hara) als Duo weiter. Brian Bennett übernahm bei den Shadows das Schlagzeug, und am Bass spielten nacheinander Brian „Licorice“ Locking und John Rostill.
In den 1960ern spielten sie sowohl mit Cliff Richard als auch solo. 1960 hatten sie mit Apache einen großen Erfolg, dem vier weitere Nummer-1-Hits folgten, darunter Wonderful Land, das acht Wochen lang auf Nr. 1 in den UK-Charts stand – länger als jeder Beatles-Hit. Apache wurde zu einem der wichtigsten Samples im Hip-Hop in den 1980er Jahren, allerdings in einer Coverversion der Incredible Bongo Band von 1973. 1968 verließ Welch die Gruppe vor einer anstehenden Tournee durch Japan. Als Ersatzmann – lediglich für die Tour – wurde Alan Hawkshaw engagiert, der in der Literatur oftmals als das unbekannteste Shadows-Mitglied bezeichnet wird.
1973 gab es eine Wiedervereinigung. Für Rostill, der noch bei Tom Jones unter Vertrag war, kam der Australier John Farrar (Gitarre, Bass, Gesang) in die Band.
John Rostill nahm sich am 26. November 1973 durch eine Überdosis Schlaftabletten das Leben. Bruce Welch fand ihn leblos in seinem Haus. 1975 nahmen sie mit Let Me Be the One am Eurovision Song Contest teil und wurden Zweite hinter der niederländischen Band Teach-In mit Ding-Ding-A-Dong.
In den frühen 1970ern hatten die führenden Köpfe der Shadows ein anderes Bandprojekt unter dem Namen Marvin, Welch & Farrar, das später auf Marvin & Farrar schrumpfte.
Nach dem Tode von Rostill beschlossen die verbleibenden Shadows-Mitglieder (Marvin, Welch und Bennett), für Auftritte und Konzerte die Dienste von Vertragsmusikern in Anspruch zu nehmen. Den Status als reguläres Bandmitglied sollten die Musiker nicht erhalten. Am Bass waren auf der Bühne mit dabei: Alan Tarney (unter anderem 1975 in Paris, Olympia), Alan Jones und Mark Griffiths. Bis einschließlich 2004 wirkte Cliff Hall an den Tasteninstrumenten mit, für die 2005er-Tournee („Together again for one last time“) übernahm Bennetts Sohn Warren den Part als Keyboarder.
1990 verließ Marvin die Shadows. 2001 unterstützten Welch und Harris einen Bekannten von Marvin, Roger Field, der Marvin und die Shadows wieder zusammenbringen wollte. 2004 gab es eine Farewell Tour und mit Life Story eine neue Aufnahme, die zusammen mit den alten Erfolgstiteln als CD und auf Vinyl erschien.
2005 schlossen sie mit „The Shadows – The Final Tour“ ihre lange und erfolgreiche Karriere ab. Sie spielten in vielen Großstädten dieser Welt, wie z. B. Amsterdam, Birmingham, Paris und Dortmund.
Anlässlich des 50-jährigen Bestehens der Formation tourten die Shadows 2009 gemeinsam mit Cliff Richard durch Europa und Asien.

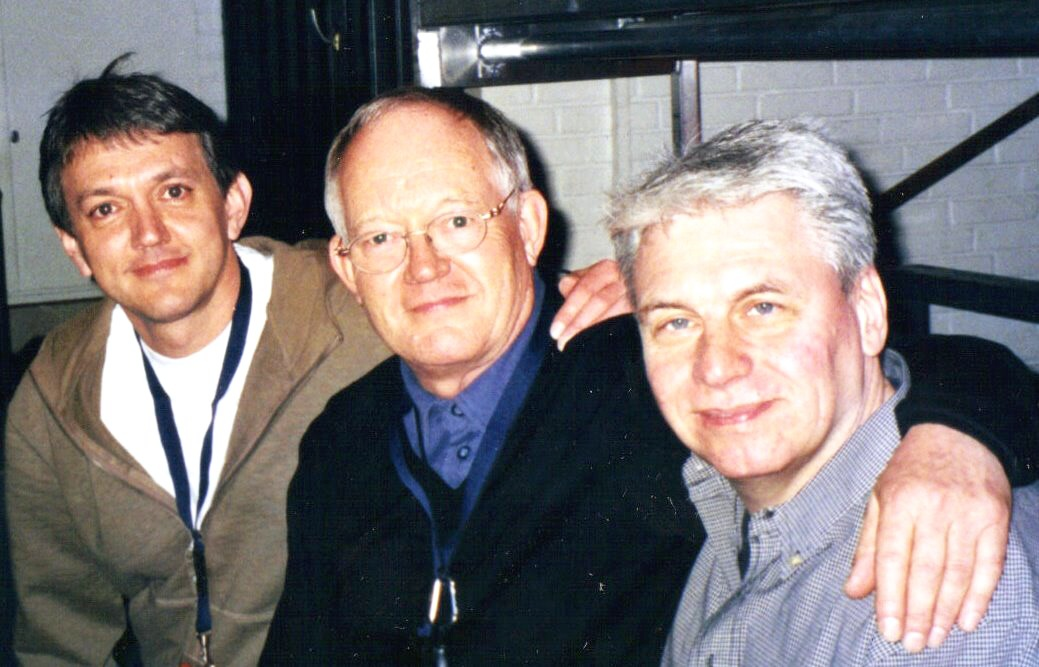
Backstageaufnahme vom Konzert in Esbjerg/Stadionhal (22. April 2005):
Warren Bennett (Keyboards), Brian Bennett (Drums), Mark Griffiths (Bass)

## Diskografie (Auswahl)

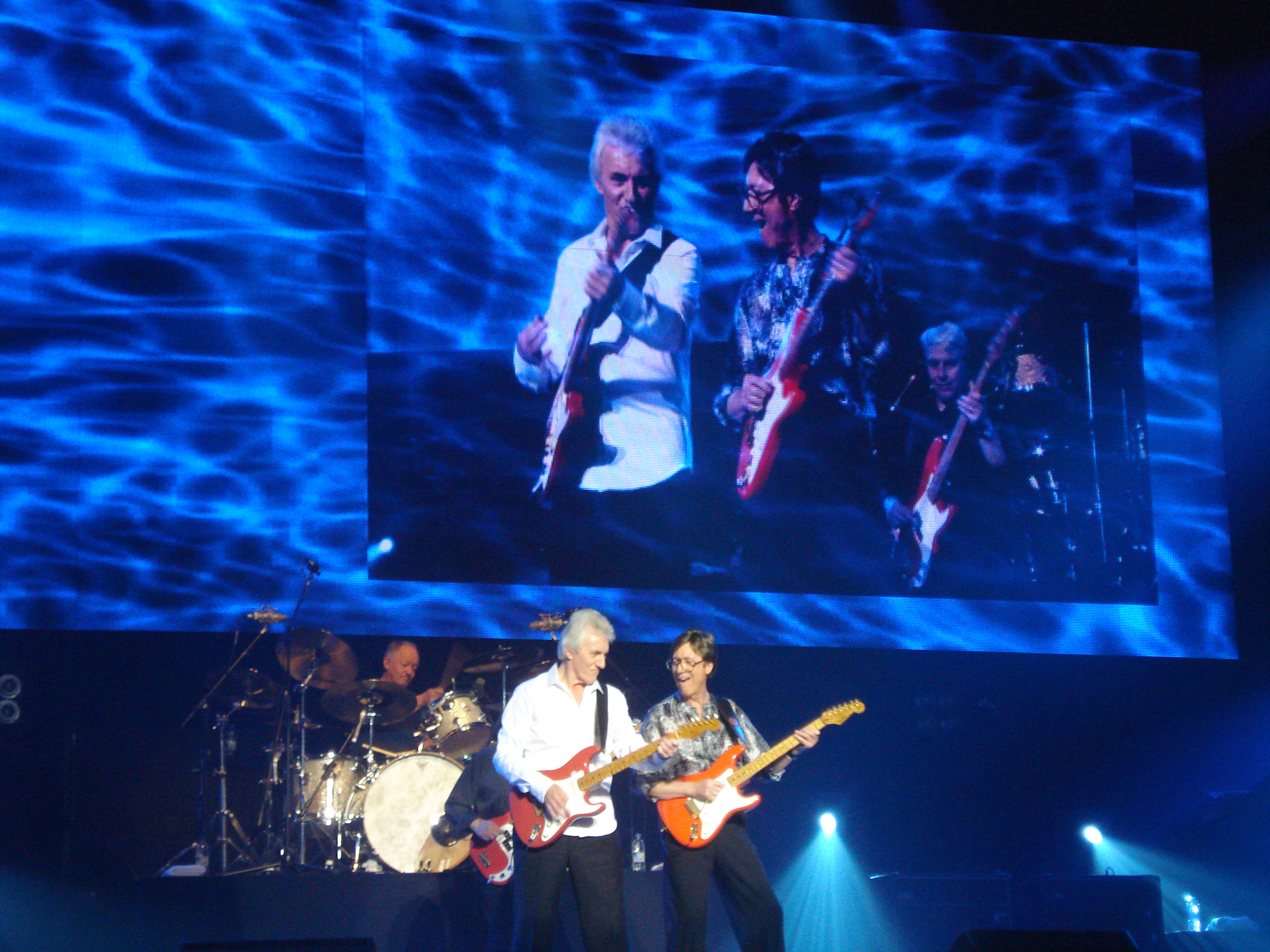
The Shadows in Brüssel (2009)

Aufgelistet sind nur die Veröffentlichungen der Shadows alleine in den verschiedenen Besetzungen. Für Veröffentlichungen als Begleitband von Cliff Richard siehe Cliff Richard/Diskografie.

### Alben
| Jahr | Titel Musiklabel Katalog-Nr.                                                                       | Höchstplatzierung, Gesamtwochen/‑monate, AuszeichnungChartplatzierungen (Jahr, Titel, Musiklabel Katalog-Nr., Platzierungen, Wochen/Monate, Auszeichnungen, Anmerkungen) | Höchstplatzierung, Gesamtwochen/‑monate, AuszeichnungChartplatzierungen (Jahr, Titel, Musiklabel Katalog-Nr., Platzierungen, Wochen/Monate, Auszeichnungen, Anmerkungen) | Anmerkungen                                             |
| Jahr | Titel Musiklabel Katalog-Nr.                                                                       | DE | UK | Anmerkungen                                             |
| ---- | -------------------------------------------------------------------------------------------------- | --- | --- | ------------------------------------------------------- |
| 1961 | The Shadows Columbia 33SX 1374                                                                     | — | UK1 (57 Wo.)UK |                                                         |
| 1962 | Out of the Shadows Columbia 33SX 1458                                                              | DE18 (2 Mt.)DE | UK1 (38 Wo.)UK |                                                         |
| 1963 | The Shadows Bestsellers Columbia 33 WSX 645                                                        | DE11 (5 Mt.)DE | — | nur in Deutschland veröffentlicht                       |
| 1963 | Greatest Hits Columbia 33SX 1522                                                                   | — | UK2 (56 Wo.)UK | Wiederveröffentlichung 1974: 6 Wochen (Platz 48)        |
| 1964 | The Great Shadows Columbia 33 WSX 693                                                              | DE19 (4 Mt.)DE | — | Kompilation, nur in Deutschland veröffentlicht          |
| 1964 | Dance with the Shadows Columbia 33SX 1619                                                          | DE11 (4 Mt.)DE | UK2 (27 Wo.)UK |                                                         |
| 1964 | Brilliant Shadows – Brilliant Songs Columbia 33 WSX 723                                            | DE20 (6 Mt.)DE | — | nur in Deutschland veröffentlicht                       |
| 1965 | The Sound of the Shadows Columbia 33SX 1736                                                        | — | UK4 (17 Wo.)UK |                                                         |
| 1966 | Shadow Music Columbia SX 6041                                                                      | — | UK5 (17 Wo.)UK |                                                         |
| 1967 | Jigsaw Columbia SCX 6148                                                                           | — | UK8 (16 Wo.)UK |                                                         |
| 1970 | Shades of Rock Columbia SCX 6420                                                                   | — | UK30 (4 Wo.)UK |                                                         |
| 1974 | Rockin’ with Curly Leads EMI EMA 762                                                               | — | UK45 (1 Wo.)UK |                                                         |
| 1975 | Specs Appeal EMI EMC 3066                                                                          | — | UK30 (5 Wo.)UK |                                                         |
| 1977 | 20 Golden Greats EMI EMTV 3                                                                        | — | UK1 Platin · (42 Wo.)UK | Best-of-Album                                           |
| 1979 | String of Hits EMI EMC 3310                                                                        | — | UK1 Platin · (44 Wo.)UK | Best-of-Album                                           |
| 1980 | Another String of (Hot) Hits EMI EMC 3339                                                          | — | UK16 Silber · (8 Wo.)UK | Kompilation                                             |
| 1980 | Change of Address Polydor 2442 179                                                                 | — | UK17 Silber · (6 Wo.)UK |                                                         |
| 1981 | Hits Right Up Your Street Polydor POLD 5046                                                        | — | UK15 Silber · (16 Wo.)UK |                                                         |
| 1982 | Life in the Jungle / Live at Abbey Road Polydor SHADS 1                                            | — | UK24 (6 Wo.)UK |                                                         |
| 1983 | XXV Polydor POLD 5120                                                                              | — | UK34 (6 Wo.)UK |                                                         |
| 1984 | Guardian Angel Polydor POLD 5169                                                                   | — | UK98 (1 Wo.)UK |                                                         |
| 1986 | Moonlight Shadows Polydor PROLP 8                                                                  | — | UK6 Gold · (19 Wo.)UK |                                                         |
| 1987 | Simply Shadows Polydor SHAD                                                                        | — | UK11 Platin · (17 Wo.)UK |                                                         |
| 1989 | Steppin’ to the Shadows Polydor SHAD 30                                                            | — | UK11 Gold · (9 Wo.)UK |                                                         |
| 1989 | At Their Very Best Polydor 8415201                                                                 | — | UK12 Gold · (9 Wo.)UK |                                                         |
| 1990 | Reflection Roll Over 8471201                                                                       | — | UK5 Platin · (15 Wo.)UK |                                                         |
| 1991 | Themes and Dreams Polydor 5113741                                                                  | — | UK21 Gold · (11 Wo.)UK |                                                         |
| 1993 | Shadows in the Night – 16 Classic Tracks PolyGram TV 8437982                                       | — | UK22 (4 Wo.)UK |                                                         |
| 1994 | The Best of Hank Marvin and the Shadows PolyGram TV 5238212                                        | — | UK41 Gold · (7 Wo.)UK | Best-of-Album Hank Marvin and the Shadows               |
| 1997 | Hank Marvin and the Shadows Play the Music of Andrew Lloyd Webber and Tim Rice PolyGram TV 5394792 | — | UK41 Silber · (7 Wo.)UK | Hank Marvin and the Shadows                             |
| 1998 | The Very Best of Hank Marvin & the Shadows – The First 40 Years PolyGram TV 5592112                | — | UK56 Silber · (8 Wo.)UK | Best-of-Album Hank Marvin and the Shadows               |
| 2000 | 50 Golden Greats EMI 5275862                                                                       | — | UK35 Gold · (4 Wo.)UK | Kompilation                                             |
| 2004 | Life Story – The Very Best of the Shadows Universal TV 9817819                                     | — | UK7 Gold · (11 Wo.)UK | Best-of-Album                                           |
| 2004 | The Final Tour Eagle ERDVCD031                                                                     | — | UK78 Platin · (2 Wo.)UK | Livealbum, als Musik- und Videoalbum veröffentlicht     |
| 2005 | Platinum Collection EMI 3349382                                                                    | — | UK30 (4 Wo.)UK | Kompilation                                             |
| 2020 | The Final Tour – Live                                                                              | — | UK37 (2 Wo.)UK | Livealbum; Neuauflage des gleichnamigen Albums von 2004 |
| 2020 | Dreamboats & Petticoats – First 60 Years                                                           | — | UK22 (6 Wo.)UK | Kompilation                                             |

grau schraffiert: keine Chartdaten aus diesem Jahr verfügbar
Weitere Alben
- 1967 From Hank, Bruce, Brian and John …
- 1969 Live in Japan
- 1975 Live at the Paris Olympia
- 1977 Tasty
- 1982 Live at Abbey Road
- 1990 The Original Chart Hits 1960–1980 – Plus Other Classic Tracks
- 1995 Best Of (UK: Silber)
- 2002 Live at the ABC Kingston 1962

### Singles
| Jahr | Titel Musiklabel Katalog-Nr. Album                                 | Höchstplatzierung, Gesamtwochen/‑monate, AuszeichnungChartplatzierungen (Jahr, Titel, Musiklabel Katalog-Nr. / Album, Platzierungen, Wochen/Monate, Auszeichnungen, Anmerkungen) | Höchstplatzierung, Gesamtwochen/‑monate, AuszeichnungChartplatzierungen (Jahr, Titel, Musiklabel Katalog-Nr. / Album, Platzierungen, Wochen/Monate, Auszeichnungen, Anmerkungen) | Anmerkungen                                                                                            |
| Jahr | Titel Musiklabel Katalog-Nr. Album                                 | DE | UK | Anmerkungen                                                                                            |
| ---- | ------------------------------------------------------------------ | --- | --- | --- |
| 1960 | Apache Columbia DB 4484 –                                          | DE6 (9 Mt.)DE | UK1 (21 Wo.)UK | Erstveröffentlichung: Juli 1960 Autor: Jerry Lordan                                                    |
| 1960 | Man of Mystery / The Stranger Columbia DB 4530 –                   | — | UK5 (15 Wo.)UK | Erstveröffentlichung: 4. November 1960 Autoren: Michael Carr / Bill Crompton, Morgan Jones             |
| 1961 | F.B.I. Columbia DB 4580 –                                          | — | UK6 (19 Wo.)UK | Erstveröffentlichung: Februar 1961 Autoren: Hank Marvin, Jet Harris, Bruce Welch                       |
| 1961 | The Frightened City Columbia DB 4637 –                             | — | UK3 (20 Wo.)UK | Autor: Norrie Paramor                                                                                  |
| 1961 | Kon-Tiki Columbia DB 4698 –                                        | DE29 (1 Mt.)DE | UK1 (12 Wo.)UK | Autor: Michael Carr                                                                                    |
| 1961 | The Savage Columbia DB 4726 –                                      | — | UK10 (8 Wo.)UK | Autor: Norrie Paramor                                                                                  |
| 1962 | Wonderful Land Columbia DB 4790 –                                  | DE23 (2 Mt.)DE | UK1 (19 Wo.)UK | Erstveröffentlichung: 23. Februar 1962 Autor: Jerry Lordan                                             |
| 1962 | Guitar Tango Columbia DB 4870 –                                    | DE25 (2 Mt.)DE | UK4 (15 Wo.)UK | Erstveröffentlichung: Juli 1962 Autoren: Georges Lifermann, Norman Maine                               |
| 1962 | Dance On! Columbia DB 4948 –                                       | DE45 (2 Mt.)DE | UK1 (15 Wo.)UK | Erstveröffentlichung: 7. Dezember 1962 Autoren: Val Murtagh, Elaine Murtagh, Raymond Adams             |
| 1963 | Foot Tapper Columbia DB 4984 –                                     | — | UK1 (16 Wo.)UK | Erstveröffentlichung: März 1963 Autor: Jerry Lordan                                                    |
| 1963 | Atlantis Columbia DB 7047 –                                        | DE23 (2 Mt.)DE | UK2 (17 Wo.)UK | Erstveröffentlichung: Juni 1963 Autor: Jerry Lordan                                                    |
| 1963 | Shindig Columbia DB 7106 –                                         | — | UK6 (12 Wo.)UK | Erstveröffentlichung: Dezember 1963 Autoren: Hank Marvin, Bruce Welch                                  |
| 1963 | Geronimo Columbia DB 7163 –                                        | — | UK11 (12 Wo.)UK | Autor: Hank Marvin                                                                                     |
| 1964 | Theme for Young Lovers Columbia DB 7231 –                          | — | UK12 (10 Wo.)UK | Autor: Bruce Welch                                                                                     |
| 1964 | The Rise and Fall of Flingle Bunt Columbia DB 7261 –               | — | UK5 (14 Wo.)UK | Autoren: Bruce Welch, Hank Marvin, Brian Bennett, John Rostill                                         |
| 1964 | Rhythm and Greens Columbia DB 7342 –                               | — | UK22 (7 Wo.)UK | Autoren: Bruce Welch, Hank Marvin, Brian Bennett, John Rostill                                         |
| 1964 | Genie with the Light Brown Lamp Columbia DB 7416 –                 | — | UK17 (10 Wo.)UK | Autoren: Brian Bennett, Hank Marvin, John Rostill, Bruce Welch                                         |
| 1965 | Mary Anne Columbia DB 7476 –                                       | — | UK17 (10 Wo.)UK | Autor: Jerry Lordan; mit Gesang                                                                        |
| 1965 | Stingray Columbia DB 7588 –                                        | — | UK19 (7 Wo.)UK | Autor: Claus Ogerman                                                                                   |
| 1965 | Don’t Make My Baby Blue Columbia DB 7650 –                         | — | UK10 (10 Wo.)UK | Autoren: Barry Mann, Cynthia Weil; mit Gesang                                                          |
| 1965 | The War Lord Columbia DB 7769 –                                    | — | UK18 (9 Wo.)UK | Autor: Jerome Moross im Original aus dem Soundtrack zu Die Normannen kommen                            |
| 1966 | I Met a Girl Columbia DB 7853 –                                    | — | UK22 (5 Wo.)UK | Autor: Hank Marvin; mit Gesang                                                                         |
| 1966 | A Place in the Sun Columbia DB 7952 –                              | — | UK24 (6 Wo.)UK | Autorin: Petrina Anne Lordan (Ehefrau von Jerry Lordan)                                                |
| 1966 | The Dreams I Dream Columbia DB 8034 –                              | — | UK42 (6 Wo.)UK | Autor: Hank Marvin                                                                                     |
| 1966 | Maroc 7 Columbia DB 8170 –                                         | — | UK24 (8 Wo.)UK | Autor: Paul Ferris; Film: Marokko 7                                                                    |
| 1975 | Let Me Be the One EMI 2269 –                                       | DE47 (1 Wo.)DE | UK12 (9 Wo.)UK | Autor: Paul Michael Curtis; mit Gesang das Lied belegte Platz 2 beim Eurovision Song Contest 1975      |
| 1978 | Don’t Cry for Me Argentina EMI 2890 –                              | — | UK5 Silber · (14 Wo.)UK | Autoren: Andrew Lloyd Webber, Tim Rice; Original: Julie Covington (1976)                               |
| 1979 | Theme from ‘The Deer Hunter’ (Cavatina) EMI 2939 –                 | — | UK9 Silber · (14 Wo.)UK | Autor/Original: Stanley Myers; im Original aus dem Film Die durch die Hölle gehen                      |
| 1980 | Riders in the Sky EMI 5027 –                                       | — | UK12 (12 Wo.)UK | Autor: Stan Jones; Original: Burl Ives (1949)                                                          |
| 1980 | Equinoxe (Part V) Polydor POSP 148 –                               | — | UK50 (3 Wo.)UK | Autor/Original: Jean Michel Jarre                                                                      |
| 1981 | The Third Man Polydor POSP 255 –                                   | — | UK44 (4 Wo.)UK | Autor/Original: Anton Karas auch bekannt als „Harry-Lime-Thema“ aus dem Film Der dritte Mann           |
| 1986 | The Themes from ‘Eastenders’ and ‘Howard’s Way’ Polydor POSP 847 – | — | UK86 (2 Wo.)UK | Autoren: Simon May, Leslie Osborne                                                                     |
| 1989 | Shadowmix Polydor PZCD 61 –                                        | — | UK81 (1 Wo.)UK | Mix aus Apache, Wonderful Land, The Rise and Fall of Flingle Bunt, Kon-Tiki, F.B.I. und Man of Mystery |

Singleveröffentlichungen
| - 1959: Feelin’ Fine/Don’t Be a Fool (With Love) als The Drifters - 1959: Jet Black/Driftin’ als The Drifters - 1959: Saturday Dance/Lonesome Fella als The Drifters - 1960: Apache/Quartermaster’s Stores - 1960: Man of Mystery/The Stranger - 1961: FBI/Midnight - 1961: The Frightened City/Back Home - 1961: Kon Tiki/36-24-36 - 1961: The Savage/Peace Pipe - 1962: Wonderful Land/Stars Fell on Stockton - 1962: Guitar Tango/What a Lovely Tune - 1962: Dance On/All Day - 1963: Foot Tapper/The Breeze and I - 1963: Atlantis/I Want You to Want Me - 1963: Shindig/It’s Been a Blue Day - 1963: Geronimo/Shazam - 1964: Theme for Young Lovers/This Hammer - 1964: The Rise and Fall of Flingle Bunt/It’s a Mans World - 1964: Rhythm and Greens/The Miracle - 1964: Genie with the Light Brown Lamp/Little Princess - 1965: Mary Anne/Chu-Chi - 1965: Stingray/Alice in Sunderland - 1965: Don’t Make My Baby Blue/My Grandfather’s Clock - 1965: The War Lord/I Wish I Could Shimmy Like My Sister Arthur - 1966: I Met a Girl/Late Night Set - 1966: A Place in the Sun/Will You Be There - 1966: The Dreams I Dream/Scotch on the Socks - 1967: Maroc 7/Bombay Duck - 1967: Tomorrow’s Cancelled/Somewhere - 1968: Running Out of World/London’s Not Too Far - 1968: Dear Old Mrs. Bell/Trying to Forget the One You Love - 1969: Slaughter on Tenth Avenue/Midnight Cowboy (Hank Marvin) | - 1973: Turn Around and Touch Me/Jungle Jam - 1975: Let Me Be the One/Stand Up Like a Man - 1975: Apache/Wonderful Land/FBI (Re-Release) - 1975: Run Billy Run/Hounourable Puff Puff - 1976: It’ll Be Me Babe/Like Strangers - 1977: Apache/Wonderful Land/FBI (Re-Release) - 1977: Another Night/Cricket Bat Boogie - 1978: Love De Luxe/Sweet Saturday Night - 1978: Don’t Cry for Me Argentina/Montezuma’s Revenge - 1979: Theme from ‘The Deer Hunter’ (Cavatina)/Bermuda Triangle - 1979: Rodrigo’s Guitar Concerto de Aranjuez/Song for Duke - 1980: Riders in the Sky/Rusk - 1980: Heart of Glass/Return to the Alamo - 1980: Equinoxe Part V/Fender Bender - 1980: Mozart Forte/Midnight Creepin’ - 1981: The Third Man/The Fourth Man - 1981: Telstar/Summer Love 59 - 1981: Medley:Imagine/Woman/Hats Off to Wally - 1982: Theme from Missing/The Shady Lady - 1982: Treat Me Nice/Spot the Ball - 1983: Diamonds/Elevenis - 1983: Going Home (Theme from ‘Local Hero’)/Cat ’n’ Mouse - 1984: On a Night Like This/Thing-Me-Jig - 1984: Moonlight Shadow/Johnny Staccato - 1986: Dancing in the Dark/Turning Point - 1986: The Themes from ‘Eastenders’ and ‘Howard’s Way’/No Dancing - 1987: Pulaski/Change of Address - 1987: The Theme from ‘The Snowman’ (Walking in the Air)/Outdigo - 1989: Mountains of the Moon/Stack-It - 1989: Shadowmix (Apache/Wonderful Land/The Rise And Fall of Flingle Bunt/Kon-Tiki/F.B.I./Man of Mystery/Apache)/Arty’s Party |

Diese Zusammenstellung berücksichtigt keine Aufnahmen mit Cliff Richard oder Soloaufnahmen der Bandmitglieder, auch nicht die Aufnahmen von Marvin, Welch & Farrar.

### Videoalben
| Jahr | Titel             | Höchstplatzierung, Gesamtwochen, AuszeichnungChartsChartplatzierungen (Jahr, Titel, Platzierungen, Wochen, Auszeichnungen, Anmerkungen) | Anmerkungen                        |
| Jahr | Titel             | UK | Anmerkungen                        |
| ---- | ----------------- | --- | ---------------------------------- |
| 2005 | Live in Liverpool | UK24 (5 Wo.)UK | Erstveröffentlichung: 2005         |
| 2017 | The Final Tour    | UK1 (39 Wo.)UK | Erstveröffentlichung: 12. Mai 2017 |

## Auszeichnungen für Musikverkäufe
| Goldene Schallplatte - Finnland - 1980: für das Album String of Hits - Frankreich - 1977: für das Album Golden Records - 1981: für das Album The Shadows - Neuseeland - 1987: für das Album Moonlight Shadows - Niederlande - 1979: für das Album String of Hits - 1979: für die Single Theme from ‘The Deer Hunter’ (Cavatina) - Norwegen - 2001: für das Album Kon-Tiki - De Beste 1960 - 1980 | Platin-Schallplatte - Niederlande - 1979: für das Album 20 Golden Greats 3× Platin-Schallplatte - Neuseeland - 1985: für das Album 20 Golden Greats |

Anmerkung: Auszeichnungen in Ländern aus den Charttabellen bzw. Chartboxen sind in ebendiesen zu finden.
| Land/RegionAuszeichnungen für Musikverkäufe (Land/Region, Auszeichnungen, Verkäufe, Quellen) | Silber     | Gold       | Platin     | Verkäufe  | Quellen                   |
| -------------------------------------------------------------------------------------------- | ---------- | ---------- | ---------- | --------- | ------------------------- |
| Finnland (IFPI)                                                                              | —          | Gold1      | —          | 39.251    | ifpi.fi                   |
| Frankreich (SNEP)                                                                            | —          | 2× Gold2   | —          | 200.000   | infodisc.fr               |
| Neuseeland (RMNZ)                                                                            | —          | Gold1      | 3× Platin3 | 70.000    | aotearoamusiccharts.co.nz |
| Niederlande (NVPI)                                                                           | —          | 2× Gold2   | Platin1    | 200.000   | nvpi.nl                   |
| Norwegen (IFPI)                                                                              | —          | Gold1      | —          | 25.000    | ifpi.no                   |
| Vereinigtes Königreich (BPI)                                                                 | 8× Silber8 | 7× Gold7   | 5× Platin5 | 3.060.000 | bpi.co.uk                 |
| Insgesamt                                                                                    | 8× Silber8 | 14× Gold14 | 9× Platin9 |           |                           |